# 스페이스 엔지니어
《스페이스 엔지니어》(Space Engineers)는 우주와 행성들을 배경으로 한 복셀 기반 샌드박스 게임이다. 체코의 인디 게임 개발사 킨 소프트웨어 하우스에 의해 개발 및 배급되었다. 2013년 이 게임의 초기 개발 릴리스는 스팀 얼리 액세스 프로그램에 참가하였다. 수년 간의 활발한 개발 시간에 스페이스 엔지니어는 100만 이상 단위로 판매되었다. 2019년 기준으로 이 게임은 총 3500000본 이상 판매되었다. 2015년 5월, 약 1년 6개월 동안 게임의 소스 코드는 모드 커뮤니티를 지원하기 위해 KSH에 의해 공식 배포되고 관리되었다.
2016년 12월 15일, 이 게임은 베타 단계에 진입하였고 나중에 2019년 2월 28일 공식 출시되었다.

## 게임플레이

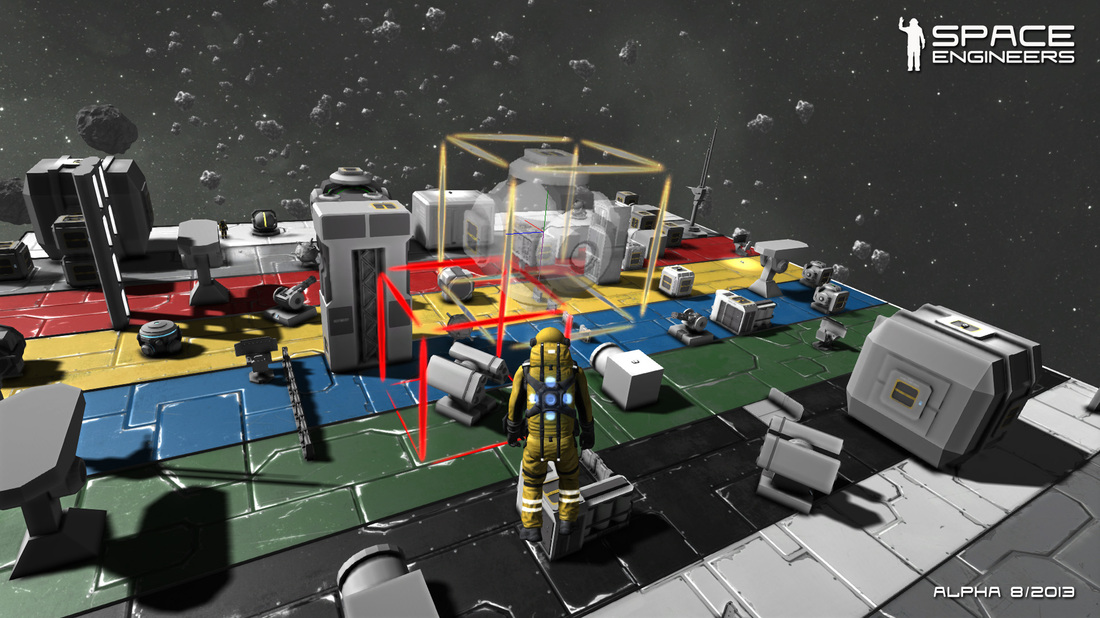
새 컴퍼넌트를 기존 구조에 추가하는 것을 보여주는 게임 스크린샷.

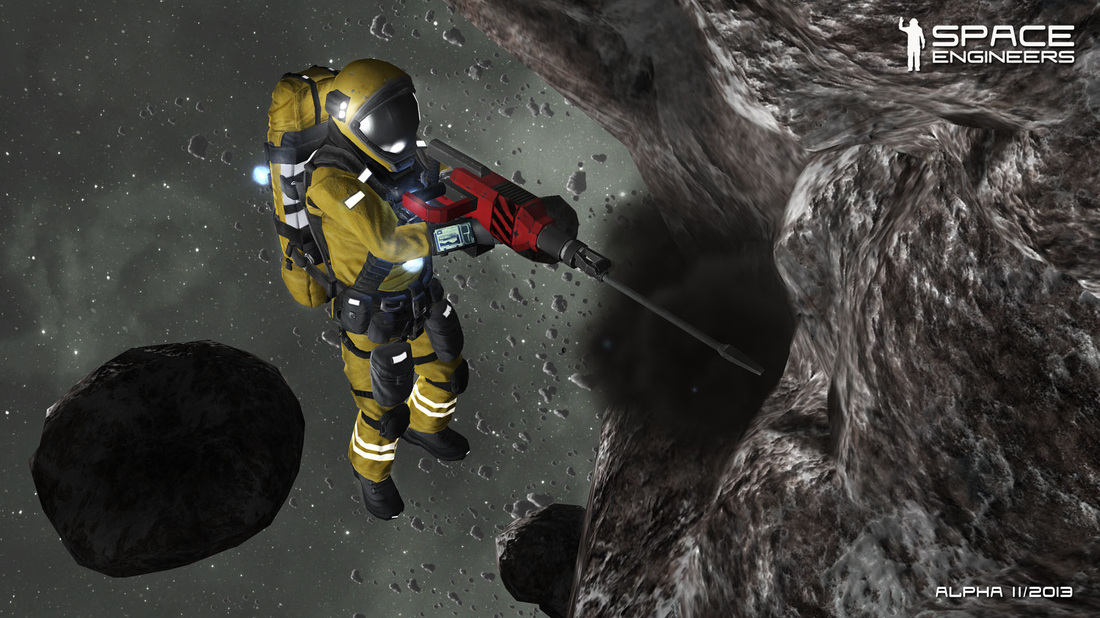
핸드 드릴을 이용하여 소행성을 채굴하는 비행사.

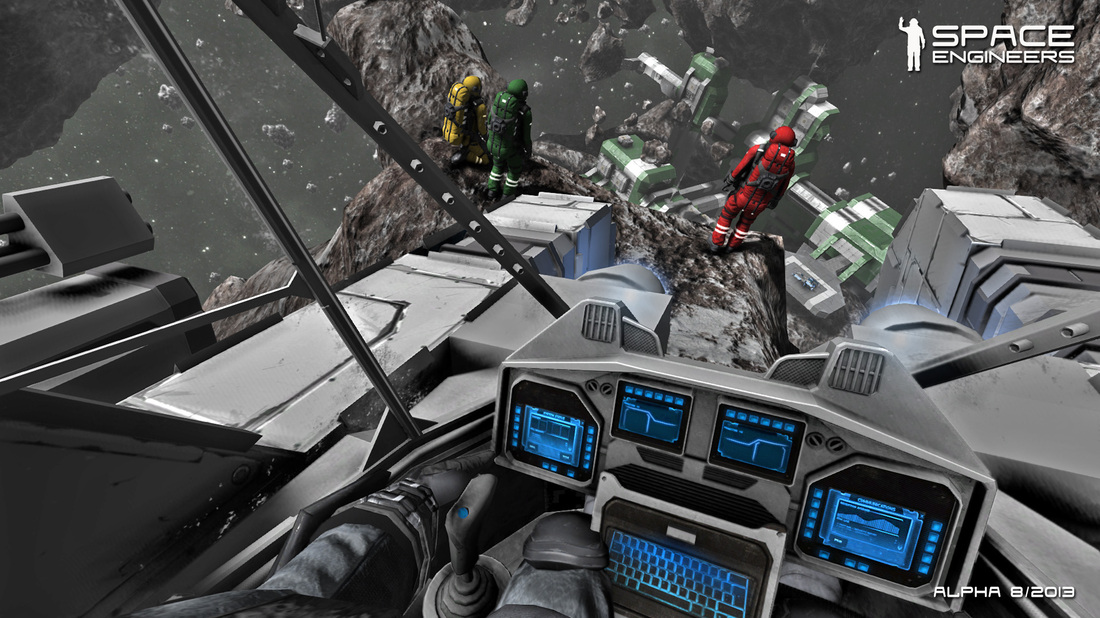
작으느 우주선의 조종석으로부터 본 1인칭 시점.

스페이스 엔지니어의 게임플레이는 소행성의 수와 이용 가능한 시작 장비 등 특정 설정과 함께 월드를 선택하거나 월드에 참여하는 것에서 시작한다. 월드를 만들거나 편집할 때 플레이어가 월드와 소통하는 방식, 월드가 등장하는 방식을 변경하기 위한 여러 고급 옵션들을 이용할 수 있다. 여기에는 여러 도구들과 기계들이 동작하는 속도, 플레이어의 인벤토리의 크기, 절차적 생성 사용 여부(월드를 무한으로 만들지)를 변경하는 것이 포함된다. 월드 설정이 확인되면 월드가 생성되는 동안 로딩 화면이 나타난다. 이 화면은 게임 내 임의의 스크린샷을 배경으로 구성하며 게임의 로고, 애니메이션 처리된 로딩 아이콘, 램덤하게 선택된 메시지가 중앙에 나타난다. 이 메시지는 도움이 될만한 게임플레이 힌트, 그리고 우주, 과학, 공학과 관련된 수많은 인용구의 하나일 수 있다. 이 인용문 중 다수는 아이작 뉴턴, 갈릴레오 갈릴레이, 알베르트 아인슈타인 등의 저명한 과학자, 그리고 아서 C. 클라크 등의 작가의 인용구가 포함된다.
게임에 들어서면 플레이어는 한 명의 조종사 역을 맡게 되며 이름은 '스페이스 엔지니어'이다. 드릴, 용접기, 그라인더로 구성된 도구들을 갖춘다.

## 개발

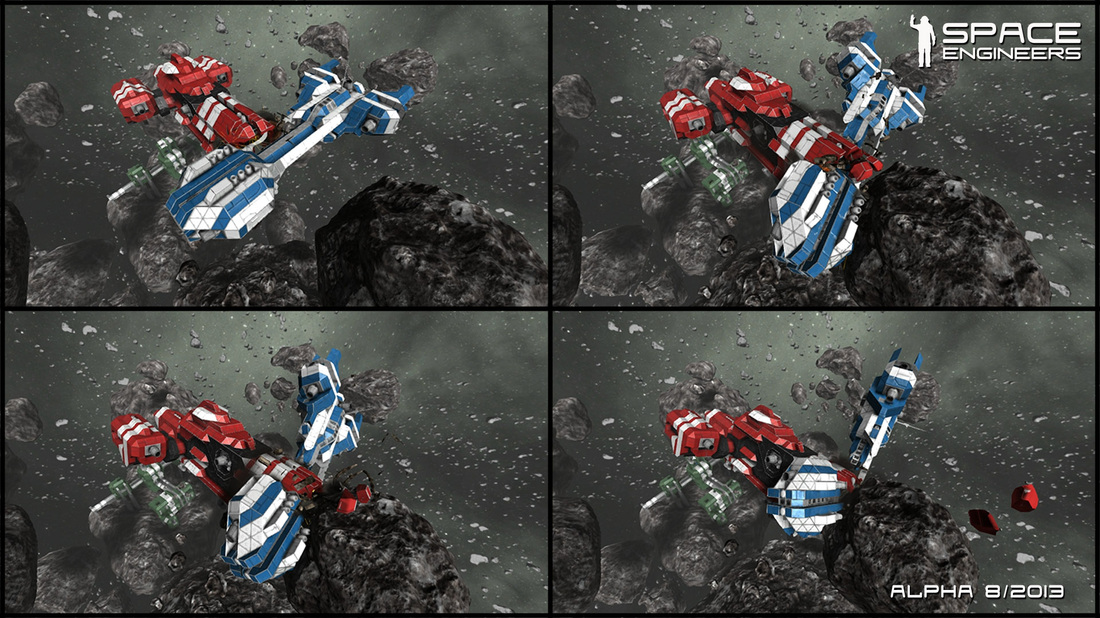
두 우주선 간 충돌 효과를 보여주는 게임 스크린샷의 모음

스페이스 엔지니어는 체코의 인디 비디오 게임 개발사 킨 소프트웨어 하우스가 개발, 배급하였다. 우주의 소행성대를 배경으로 하는 복셀 기반 샌드박스 게임으로 구현되고 자체 게임 엔진 VRAGE 2로 개발되었다.

## 평가
스페이스 엔지니어는 인디DB로부터 "2013년 최고의 인디 게임 4위"상을 받았다. 또, "2014년 올해의 인디 게임"에 영예로운 게임으로 언급되었으며 "2015년 인디 게임"에서 1위를 수상하였다.